# Ouagadougou

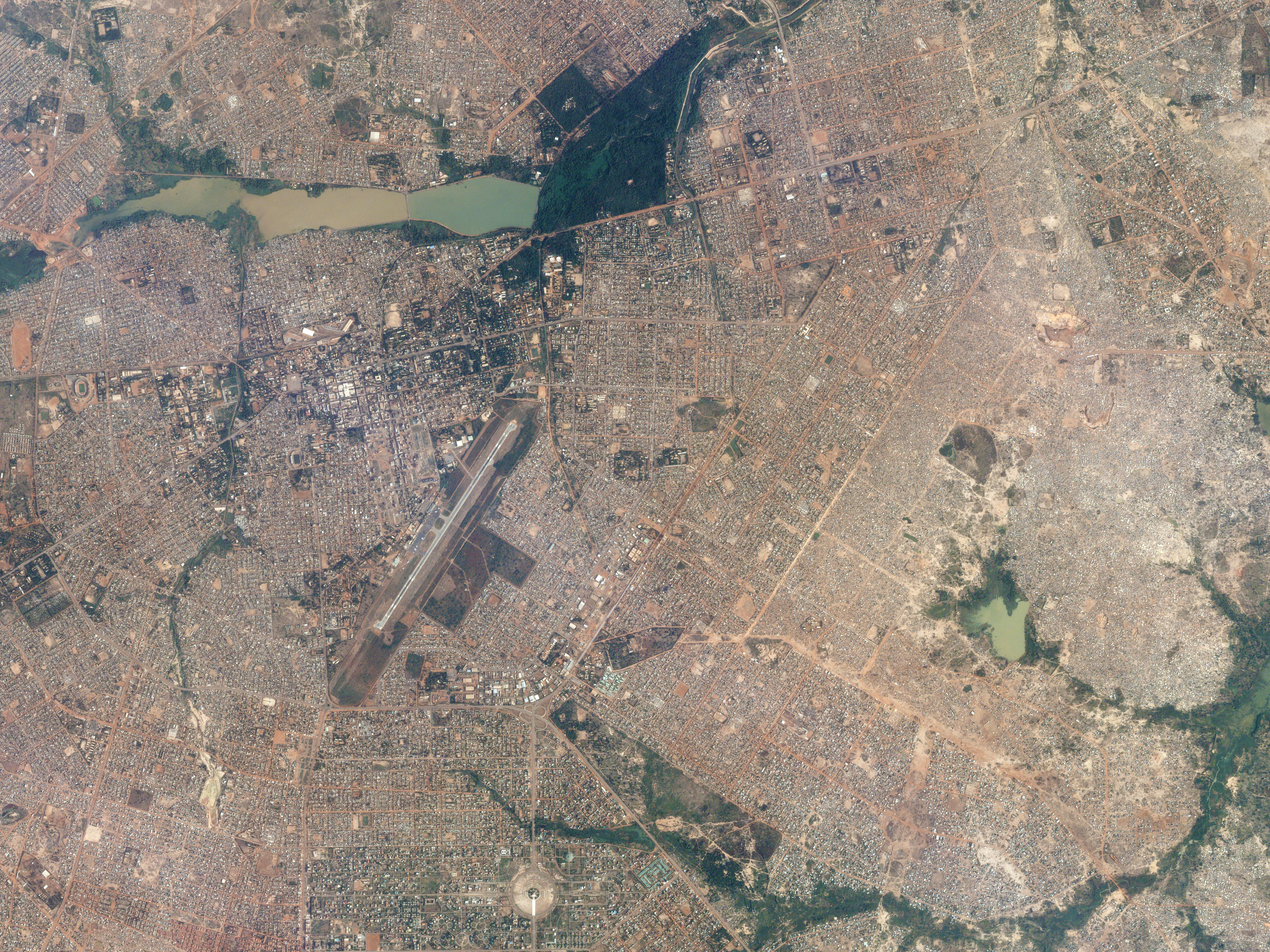
Satellitbild av Ouagadougou, oktober 2016.

Ouagadougou [ˌwaɡad̪ʊˈɡuː] är huvudstad i Burkina Faso, administrativ huvudort för provinsen Kadiogo och är med sina över 2,5 miljoner invånare landets största stad. I Ouagadougou hålls vartannat år Afrikas största filmfestival, FESPACO.
Ouagadougous universitet, som grundades 1974, var landets första institution för högre utbildning.

## Historia
Ouagadougou grundades på 1000-talet av Ninsifolket och hette från början Kombemtinga. Staden med omgivning upptogs senare i Mossiimperiet, där den blev huvudstad 1441. Staden hade under en tidigare period bytt namn till Wogodogo, som efter den franska erövringen 1896 förfranskades till dagens Ouagadougou. Staden var huvudstad i den franska kolonin Övre Volta från 1919 till 1932 och återigen från 1947. År 1960 blev den huvudstad i den självständiga republiken Övre Volta, senare Burkina Faso.

## Näringsliv
Ouagadougou är Burkina Fasos administrativa centrum och ett viktigt nav för transport. I staden finns en internationell flygplats. Viktiga industrier är textil- och livsmedelsproduktion.

## Kommunikationer
Staden har en flygplats, Ouagadougou Airport.

## Administrativ indelning
Ouagadougous kommun är indelad i fem arrondissement (med yta och folkmängd 2006):
- Baskuy (33 km², 195 793 inv.)
- Bogodogo (105 km², 426 185 inv.)
- Boulmiougou (110 km², 449 519 inv.)
- Nongremassom (136 km², 220 891 inv.)
- Sig-Nonghin (134 km², 182 835 inv.)

Utöver dessa administrativa enheter finns det fristående områden för utländska beskickningar inom kommungränsen. Inom dessa områden bodde totalt 616 invånare vid folkräkningen 2006.